# Satyros II
Pour les articles homonymes, voir Satyros.
Satyros II  (grec ancien : Σάτυρος B') est un roi du Bosphore ayant brièvement régné pendant neuf mois en 310 av. J.-C. Son règne est rapporté de manière détaillée par Diodore de Sicile.

## Origine
Satyros II est l'aîné des fils de Pairisadès Ier. Il succède à son père mais Eumélos, le cadet, conclut une alliance avec des peuplades barbares du voisinage, et après avoir  rassemblé une troupe nombreuses lui dispute le trône.

## Règne
Satyros II doit marcher contre Eumélos  à la tête de son armée ; il traverse le fleuve Thapsis et vient camper à peu de distance de l'ennemi, y installant un camp retranché derrière les nombreux chars qui ont servi au transport des vivres. Après avoir disposé ses troupes en une longue file, il se place lui-même au centre de la phalange. Il a dans son armée plus de deux mille mercenaires grecs et autant de Thraces, le reste étant formé d'alliés scythes au nombre de plus de vingt mille hommes d'infanterie et de près de dix mille cavaliers.
De son côté, Eumélos a pour allié Aripharnès, roi des Siraces, qui lui a amené un secours de vingt mille cavaliers et vingt-deux mille hommes d'infanterie. La bataille est opiniâtre ; Satyros II, entouré de ses soldats d'élite, commence un combat de cavalerie en se portant au centre de l'armée opposée, occupée par Aripharnès ; après de lourdes pertes réciproques, il parvient à enfoncer les rangs ennemis et à mettre en déroute le roi des « Barbares ». Il se lance à la poursuite des fuyards et massacre tous ceux qu'il atteint. Averti à ce moment que son frère Eumélos a l'avantage à l'aile droite de la bataille et met en fuite les troupes mercenaires, Satyros II abandonne sa poursuite et vole au secours des siens. Il rétablit le  combat, et remporte la victoire.
Aripharnès et Eumélos, vaincus dans cette bataille en rase campagne, se réfugient dans le palais royal qui est situé sur les bords du Thapsis qui l'environne de tous côtés et dont les eaux assez profondes en rendent l'accès difficile. Le palais est en outre protégé par de grands précipices et une forêt qui n'offre que deux possibles entrées. L'une est protégée par des tours élevées et des retranchements ; l'autre, du côté opposé, aboutit à des marais et se trouve défendue par des palissades. Enfin, le palais lui-même repose sur une assise qui élève les habitations au-dessus des eaux.
Satyrus II est décidé à ravager la campagne environnante et à incendier les villages, où il fait de prisonniers et recueille du butin. Voulant ensuite forcer les passages, il perd beaucoup de monde lors de l'attaque du retranchement et des tours, et est obligé de se retirer. Il dirige ensuite ses forces du côté des marais, et se rend maître des fortifications en bois, et, après les avoir démolies, il passe la rivière et se met à abattre la forêt qu'il fallait traverser pour arriver au palais.
Le roi Aripharnès, craignant que la citadelle ne soit prise d'assaut, se décide à combattre. Il échelonne sur les deux côtés de la route des archers qui blessent les ouvriers occupés à abattre la forêt et ne pouvant se protéger des traits ni se défendre à cause de l'épaisseur du bois. Les hommes de Satyros II passent ainsi trois jours, d'un travail pénible, à abattre assez de bois pour se frayer un chemin. Le quatrième jour, ils s'approchent de l'enceinte du palais, mais ils sont accueillis par une grêle de traits ; acculés dans une impasse, ils essuient de lourdes pertes. Meniscos, chef des mercenaires, débouche par le chemin, et, parvenu jusqu'à la muraille, il est repoussé lors d'une sortie des assiégés qui lui opposent des troupes supérieures en nombre.
Satyros II, voyant Meniscos en danger, vient à  son secours et arrête la contre offensive, mais il est atteint au bras par un coup de lance ; grièvement blessé, il retourne au camp où il meurt la nuit suivante. Meniscos lève le siège et ramène l'armée dans la ville de Gargaza ; de là, il fait transporter le corps du roi par la rivière jusqu'à Panticapée et le  remet à son autre frère Prytanis.